# Manfred Adalbert Fischer

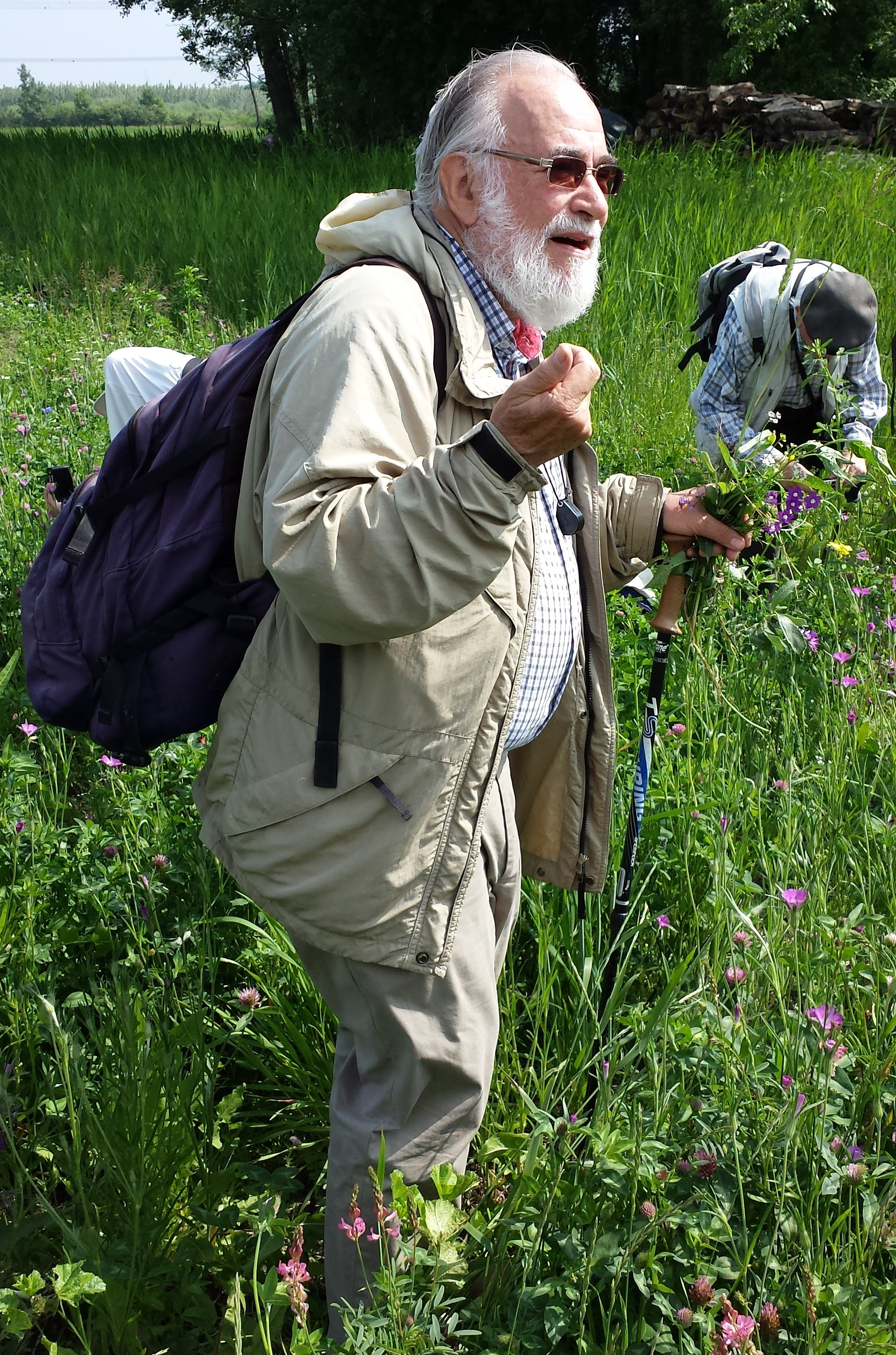
Manfred A. Fischer auf einer Exkursion zu den Pischelsdorfer Wiesen

Manfred Adalbert Fischer (* 2. Juni 1942 in Wien) ist ein österreichischer Botaniker und Pflanzensystematiker. Sein offizielles botanisches Autorenkürzel lautet M. A. Fisch.

## Leben
Fischer wurde als erstes Kind von Johann und Gertrud Fischer, geborene Zink, in Wien geboren und wuchs gemeinsam mit seiner um ein Jahr jüngeren Schwester Helga in Mauer im Südwesten Wiens auf. Von 1948 bis 1952 besuchte er die Volksschule in Mauer und danach bis 1960 das Realgymnasium Rosasgasse in Meidling. Sein Vater arbeitete in den Nachkriegsjahren in Oberösterreich und die Familie verbrachte die Ferien oft auf einem Bauernhof bei Kremsmünster. Der direkte Kontakt mit der Natur regten Fischer dazu an, sich intensiver mit der Flora zu beschäftigen, und bereits als Zwölfjähriger begann er mit dem Bestimmen von Pflanzen. Durch die Vorträge des Botanikers Friedrich Ehrendorfer in der Wiener Urania für das Thema begeistert, nahm er schon als Gymnasiast an botanischen Exkursionen teil. 1960 immatrikulierte Fischer an der Universität Wien. Er schloss 1961 die Lehramtsprüfung für Stenographie ab und arbeitete während seines Studiums als Parlamentsstenograph im Nationalrat und im Wiener Gemeinderat und Landtag. Fischer dissertierte 1967 bei Ehrendorfer, offiziell beim Vorstand des botanischen Instituts Lothar Geitler, über die Cytotaxonomie der Veronica hederifolia-Artengruppe. Im selben Jahr schloss er zusätzlich die Lehramtsprüfungen auf Naturgeschichte und Philosophie ab. Von 1967 bis 1968 arbeitete er als wissenschaftliche Hilfskraft und danach als Assistent am botanischen Institut der Universität Wien. Am 28. August 1968 heiratete er seine Studienkollegin Gerlinde Zamec aus Himmelberg in Kärnten, die er 1961 kennengelernt hatte.
In der Folge erforschte Fischer intensiv die Gattung Ehrenpreis (Veronica), vor allem jene Sippen mit einem osteuropäischen, mediterranen und asiatischen Verbreitungsareal. Im Zuge dessen beschrieb er eine zweistellige Anzahl an Arten und Unterarten, darunter auch den Wiener Gamander-Ehrenpreis und den Hain-Ehrenpreis. Seit 1972 benützt er den zweiten Vornamen Adalbert, meist abgekürzt, um Verwechslungen mit anderen Personen gleichen Namens vorzubeugen. 
Von 1978 bis 1982 Oberassistent, habilitierte sich Fischer 1982 zum Universitätsdozenten und wurde schließlich 1987 außerordentlicher Universitätsprofessor für Systematische Botanik. Seine Forschungsschwerpunkte liegen in der Sippensystematik, botanischen Evolutionsforschung sowie der Flora Europas und insbesondere Österreichs. Fischer lehrt neben seinen Forschungsgebieten auch die Themen Pflanzenmorphologie, Vegetationsökologie und Nutzpflanzen. Im Laufe der Zeit sammelte Fischer rund 25.000 Herbarbelege. 1994 gab Fischer gemeinsam mit Wolfgang Adler, Karl Oswald, Raimund Fischer und Otto Knab die Exkursionsflora von Österreich heraus, das erste Pflanzenbestimmungsbuch für das Gebiet der Republik Österreich seit deren Gründung im Jahre 1918. In der Zeit davor mussten Floristen mit veralteten Werken aus dem Kaiserreich oder mit deutschen Bestimmungswerken Vorlieb nehmen, welche die vielfältige österreichische Flora, darunter das Pannonikum im Osten, nicht vollständig abdecken. 2008 ist die Exkursionsflora, inzwischen erweitert um Liechtenstein und Südtirol in der dritten Auflage erschienen und gilt als Standardwerk. Fischer ging 2007 in Pension, ist aber weiterhin wissenschaftlich aktiv. Neben der Betätigung als Autor von halbpopulären und wissenschaftlichen Artikeln und Büchern unterrichtet er weiterhin und veranstaltet jährlich rund zwölf Freilandexkursionen für Studenten und Interessierte. Fischer ist unter anderem Präsident des Vereins zur Erforschung der Flora Österreichs und war bis 2015 Herausgeber der botanischen Fachzeitschrift Neilreichia.

## Schriften
- Manfred Fischer: Beiträge zur Cytotaxonomie der Veronica hederifolia-Gruppe (Scrophulariaceae), in: Österreichische Botanische Zeitschrift 114 (1967), S. 189–233.
- Manfred A. Fischer, Karl Oswald, Wolfgang Adler: Exkursionsflora für Österreich, Liechtenstein und Südtirol. 3., verbesserte Auflage. Land Oberösterreich, Biologiezentrum der Oberösterreichischen Landesmuseen, Linz 2008, ISBN 978-3-85474-187-9.